# Hermann Conring
Hermann Conring (Norden, 9 novembre 1606 – Helmstedt, 12 dicembre 1681) è stato un giurista, economista e medico tedesco.
Penultimo di dieci figli, entrambi i genitori appartenevano al clero luterano, Conring si mostrò fin da subito uno studente promettente. Durante la sua carriera di professore in Germania settentrionale, egli si dedicò prima alla medicina, producendo significativi studi sulla circolazione sanguigna per poi darsi alla disciplina del diritto, dell'economia e alla politica.